# Benjamin Arbel
Benjamin Arbel ist ein emeritierter Neuzeithistoriker und Mediävist an der Universität Tel Aviv, der sich vor allem mit der Geschichte der Republik Venedig, seiner Kolonien, mit Zypern und Kreta befasst hat, immer wieder aber auch das Verhältnis zwischen Mensch und Tier untersuchte. Hinzu kommt die Rolle der jüdischen Händler im frühneuzeitlichen Mittelmeerraum und der Handel Venedigs.

## Werdegang
Arbel absolvierte seinen Bachelor in Middle Eastern History and General History und seine Promotion an der Hebräischen Universität Jerusalem. In Tel Aviv wurde er an die historische Fakultät berufen, wurde später Direktor und Gründer des Programms Renaissance-Studien. Zudem wurde er Mitglied der Kommission für die Herausgabe von Quellen zur venezianischen Geschichte am Staatsarchiv Venedig und war Visiting Professor an der Universität Venedig.
Arbel war bis 2016 Mitherausgeber der Mediterranean Historical Review und von The Medieval Mediterranean. Er war einer der im Jahr 2015 360 Unterzeichner, die die 2002 erfolgte Weigerung von israelischen Soldaten unterstützen wollten, in den besetzten Gebieten ihren Dienst zu tun, da sie dies für moralisch verwerflich und nicht im Interesse Israels einschätzten.

## Werke (Auswahl)

### Monographien
- Trading Nations. Jews and Venetians in the Early Modern Eastern Mediterranean, Brill, Leiden 1995.
- Cyprus, the Franks and Venice (13th-16th Centuries), Ashgate-Variorum, London 2000.
- The Italian Renaissance. The Emergence of a Secular Culture, Tel Aviv 2000 (hebr.)
- Venetian Letters (1354–1512) from the Archives of the Bank of Cyprus Cultural Foundation and other Cypriot Collections, Nikosia 2007.
- mit Bernard Hamilton, David Jacoby: Latins and Greeks in the Eastern Mediterranean after 1204, London 1989.
- Intercultural Contacts in the Medieval Mediterranean. Studies in Honour of David Jacoby, London 1995.
- mit Joseph Terkel, Sophia Menache: בני-אדם וחיות אחרות באספקלריה היסטורית (Menschen und andere Tiere in historischer Perspektive), Jerusalem 2007 (hebr.).
- (Hrsg.): Minorities in Colonial Settings. The Jews in Venice’s Hellenic Territories, London 2012.
- mit Evelien Chayes, Harald Hendrix: Cyprus and the Renaissance, Brepols, Turnhout 2013.

### Aufsätze
- mit Gilles Veinstein: La fiscalité vénéto-chypriote au miroir de la législation ottomane: le qanunname de 1572, in: Turcica 18 (1986) 7–51.
- Venezia, gli Ebrei e l’attività di Salomone Ashkenasi nella guerra di Cipro, in: Gaetano Cozzi (Hrsg.): Gli ebrei e Venezia, Mailand 1987, S. 163–197.
- Venetian Trade in Fifteenth-Century Acre: The Letters of Francesco Bevilaqua (1471–72), in: Asian and African Studies 22 (1988) 227–288.
- A Royal Family in Republican Venice: The Cypriot Legacy of the Corner della Regina, in: Studi Veneziani, n.s. 15 (1988) 131–152.
- Venice and the Jewish Merchants of Istanbul in the Sixteenth Century, in: Ariel Toaff, Simon Schwarzfuchs (Hrsg.): The Mediterranean and the Jews: Finance and International Trade (XVIth-XVIIIth Centuries), Ramat Gan 1989, S. 92–109.
- Traffici marittimi e sviluppo urbano a Cipro (secoli XIII-XVI), in: Ennio Poleggi (Hrsg.): Città portuali del Mediterraneo, Genua 1989, S. 89–94.
- Nur Banu (c. 1530–1583): A Venetian Sultana?, in: Turcica 24 (1992) 241–259.
- H Κύπρος υπό Ενετική Κυριαρχία, in: Theodoros Papadopoulos (Hrsg.): Ιστορία της Κύπρου, Bd. 4, Teil A, Nikosia 1995, S. 455–536.
- Colonie d’Oltremare, in: Alberto Tenenti, Ugo Tucci (Hrsg.): Storia di Venezia dalle origini alla caduta della Serenissima, Bd. 5: Il Rinascimento. Società ed economia, Rom 1996, S. 947–985.
- Attraverso il Mediterraneo nel 1499: una nave veneziana naufragata a Cipro e il suo carico, in: Gabriella Airaldi (Hrsg.): Le vie del Mediterraneo. Idee, uomini, oggetti (secoli XI-XVI), Genua 1997, S. 103–115.
- Cyprus under Venice: Continuity and Change, in: Demetra Papanikola-Bakirtzis, Maria Iakovou (Hrsg.): Byzantine Medieval Cyprus, Nikosia 1998, S. 161–174.
- Roots of Poverty and Sources of Richness in Cyprus under Venetian Rule, in: Chryssa A. Maltezou (Hrsg.): Πλούσιοι καί Φτωχοί στην Κοινωνία της Ελληνολατινικής Ανατολής – Ricchi e poveri nella società dell’Oriente Grecolatino, Venedig 1998, S. 351–360.
- The Last Decades of Mamluk Trade with Venice, in: Mamluk Studies Review 8,2 (2004) 37–86. (online, PDF)
- Les listes de chargement des navires vénitiens (XVe-début du XVIe siècle): un essai de typologie, in: Chemins d’outre-mer. Etudes sur la Méditerranée médiévale offertes à Michel Balard, Publications de la Sorbonne, Paris 2004, Bd. I, S. 31–50.
- mit Minna Rozen: Great Fire in the Metropolis: The Case of the Istanbul Conflagration of 1569 and its Description by Marcantonio Barbaro, in: Ami Ayalon, David J. Wasserstein: Mamluks and Ottomans. Studies in Honour of Michael Winter, Routledge, London 2006, S. 134–165.
- Cyprus on the Eve of the Ottoman Conquest, in: Michalis N. Michael, Eftihios Gavriel, Matthias Kappler (Hrsg.): Ottoman Cyprus, Harrassowitz, Wiesbaden 2009, S. 37–48.
- The Venetian Domination of Cyprus: Cui Bono?, in: Angel Nicolaou-Konnarē, Benjamin Arbel (Hrsg.): La Serenissima and La Nobilissima. Venice in Cyprus and Cyprus in Venice, Nikosia 2009, S. 45–55.
- The Attitude of Muslims to Animals: Renaissance Perceptions and Beyond, in: Suraiya Faroqhi (Hrsg.): Animals and People in the Ottoman Empire, in: Istanbulç Eren 2010, S. 57–74.
- Uwe Israel, Robert Jütte, Reinhold C. Mueller (Hrsg.): Jews and Christians in Sixteenth-Century Crete: Between Segregation and Integration, in: Interstizi: culture ebraico-cristiane a Venezia e nei domini veneziani tra basso medioevo e prima epoca moderna, Rom 2010, S. 281–294.
- The Renaissance Transformation of Animal Meaning: From Petrarch to Montaigne, in: Linda Kalof, Georgina Montgomery (Hrsg.): Making Animal Meaning, Michigan State University Press, 2011, S. 59–80.
- La république de Venise et la conquête ottomane de l’Etat mamelouk, in: Benjamin Lellouch, Nicolas Michel (Hrsg.): La conquête ottomane de l’Egypte, Leiden 2012, S. 113–142.
- Introduction, in: Mediterranean Historical Review 27,2 (2012), S. 117–128 (Minorities in Colonial Settings: The Jews in Venice’s Hellenic Territories).
- Venice’s Maritime Empire in the Early Modern Period, in: Eric R. Dursteler (Hrsg.): A Companion to Venetian History, 1400–1797, Leiden 2013, S. 125–253.
- Cypriot Wildlife in Renaissance Writings, in: Benjamin Arbel, Evelien Chayes, Harald Hendrix (Hrsg.): Cyprus and the Renaissance, Turnhout 2013, S. 321–344.
- Maritime Trade in Famagusta during the Venetian Period (1474–1571), in: Michael J. K. Walsh, Tamas Kiss, Nicholas Coureas (Hrsg.): The Harbour of all this Sea and Realm. Crusader to Venetian Famagusta, Budapest 2013, S. 91–103.
- Translating the Orient for the Serenissima: Michiel Membrè in the Service of Sixteenth-Century Venice, in: Albrecht Fuess, Bernard Heyberger (Hrsg.): La frontière méditeranéenne du XVe au XVIIe siècle, Turnhout 2013, S. 253–281 (vgl. Michele Membrè).
- Elijah of Pesaro’s Description of Famagusta (1563), in: Gilles Grivaud, George Tolias (Hrsg.): Cyprus at the Crossroads. Geographical Perceptions and Representations from the Fifteenth Century, Sylvia Ioannou Foundation, Athen 2014, S. 123–136.
- Port Dredging in the Venetian Stato da Mar: the Case of Famagusta (1489–1571), in: Epetirida (Nikosia: Cyprus Research Centre) 37 (2015), S. 103–144.
- Una chiave di lettura dello Stato da Mar veneziano nell’età moderna: la situazione coloniale, in: Gherardo Ortalli, Oliver J. Schmitt (Hrsg.): Il Commonwealth veneziano, Istituto Veneto di Scienze, Lettere ed Arti, Venedig 2015, S. 155–179.
- The Triumph of the Mule in Sixteenth-Century Cyprus, in: Benjamin Arbel (Hrsg.): Studies on Venetian Cyprus, Nicosia 2017, S. 241–247. (academia.edu)
- Mediterranean Jewish Diasporas and the Bill of Exchange: Coping with a Foreign Financial Instrument (14th-17th centuries), in: Georg Christ (Hrsg.): Union in Separation. Trading Diasporas in the Eastern Mediterranean (1200–1700), Rom 2014 (konservative Rabbiner lehnten den Wechsel ab oder wollten sein Volumen begrenzen, zumindest im zwischenjüdische Geschäftsverkehr; dies könnte die Spekulation auf Wechsel mit Nichtjuden befördert haben).[2]